# Thalera moskovita
Thalera moskovita là một loài bướm đêm trong họ Geometridae.